# María Malo
María Malo Juvera Raimond Kedilhac (Ciudad de México, México; 2 de diciembre de 1996) es una modelo y reina de belleza mexicana. Fue Miss Grand México 2019. Representó a México en Miss Grand Internacional 2019 donde obtuvo el puesto de primera finalista.

## Biografía
María Malo nació el 2 de diciembre de 1996 en Ciudad de México Pero se crío en el municipio de Huixquilucan, Estado de México. Su padre es originario de Ciudad de México; de origen español-Judío y de madre jalisciense; de ascendencia francesa. 

## Concursos de belleza

### Miss México 2018
El primer certamen de María fue el Miss México 2018 en el cual la noche del 5 de mayo de 2018, en la ciudad de Hermosillo, Sonora, México con la banda del Estado de México se posicionó dentro del top 5. La ganadora de la noche fue la representante de Ciudad de México.

### Miss Grand México 2019
María decidió darse una segunda oportunidad en el Miss México 2019. Este concurso se dividió en 2 fases. María fue la ganadora de la "fase 1" que se llevó a cabo el 1 de junio de 2019 en la ciudad de San Cristóbal de las Casas, Campeche, México. María se ganó el derecho de representar a México en el Concurso de Miss Grand International

### Miss Grand Internacional 2019
El 25 de octubre se llevó a cabo la final de Miss Grand Internacional en el Poliedro de Caracas ubicado en la ciudad de Caracas, Venezuela. Al final de la noche María obtuvo el puesto de primera finalista alcanzando la posición más alta de México en el concurso y la sexta clasificación consecutiva para el país.

### Miss Universe México
Después de 4 años retirada del ojo público y de haber hecho un comunicado oficial donde anunciaba que cerraba su etapa en los certámenes de belleza, el 2 de julio de 2024 la página oficial de Miss Universe México dio a conocer que la tan esperada María Malo era una de las 33 candidatas oficiales, pero en esta ocasión llevaría la banda de la Ciudad de México. 
El día 7 de septiembre de 2024 en la ciudad de Cancún, Quintana Roo, México se llevó a cabo la final de la primera edición de Miss universe México donde a pesar de ser la gran favorita de los fanáticos, María se colocó en el top 10 del concurso. Al final la ganadora fue la representante de Sinaloa